# Pentina xanthopera
Pentina xanthopera är en fjärilsart som beskrevs av George Francis Hampson 1897. Pentina xanthopera ingår i släktet Pentina och familjen Thyrididae. Inga underarter finns listade i Catalogue of Life.